# Язова (Поморське воєводство)
Язова (пол. Jazowa, нім. Einlage) — село в Польщі, у гміні Новий Двур-Гданський Новодворського повіту Поморського воєводства.
Населення — 650 осіб (2011).
У 1975-1998 роках село належало до Ельблонзького воєводства.

## Демографія
Демографічна структура станом на 31 березня 2011 року:
|          | Загалом | Допрацездатний вік | Працездатний вік | Постпрацездатний вік |
| -------- | ------- | ------------------ | ---------------- | -------------------- |
| Чоловіки | 318     | 64                 | 225              | 29                   |
| Жінки    | 332     | 77                 | 192              | 63                   |
| Разом    | 650     | 141                | 417              | 92                   |